# Jean Bertrand (homme politique, 1916-1983)
Pour les articles homonymes, voir Jean Bertrand et Bertrand.
Jean Bertrand, né le 15 novembre 1916 et mort le 2 octobre 1983 à Auboué, est un homme politique français.

## Biographie
Fils d'un mineur et d'une institutrice, il devient ouvrier ajusteur, puis dessinateur industriel. Militant syndical à la CGT dès 1935, il adhère au Jeunesses communistes et au parti communiste et participe aux luttes sociales du Front populaire. Mobilisé en 1939, il est fait prisonnier en Allemagne. Il s'évade deux fois en participe à la Résistance.
De retour en Meurthe-et-Moselle en 1945, dirigeant syndical dans le bassin de Briey, dirigeant fédéral du PCF, maire d'Auboué, conseiller général, il est élu député lors des élections législatives de 1967. Battu lors des élections de 1968, malade, il abandonne progressivement ses mandats électoraux.

« La vie de Jean Bertrand est placée sous le signe de la lutte politique et syndicale en faveur de la cause des mineurs et sidérurgistes de sa Lorraine du fer natale. »

## Détail des fonctions et des mandats
Mandats locaux
- 1953 - 1979 : Maire d'Auboué
- 1964 - 1976 : Conseiller général de Meurthe-et-Moselle

Mandat parlementaire
- 12 mars 1967 - 30 mai 1968 : Député de la 6e circonscription de Meurthe-et-Moselle